# Lolland-Falsters stift

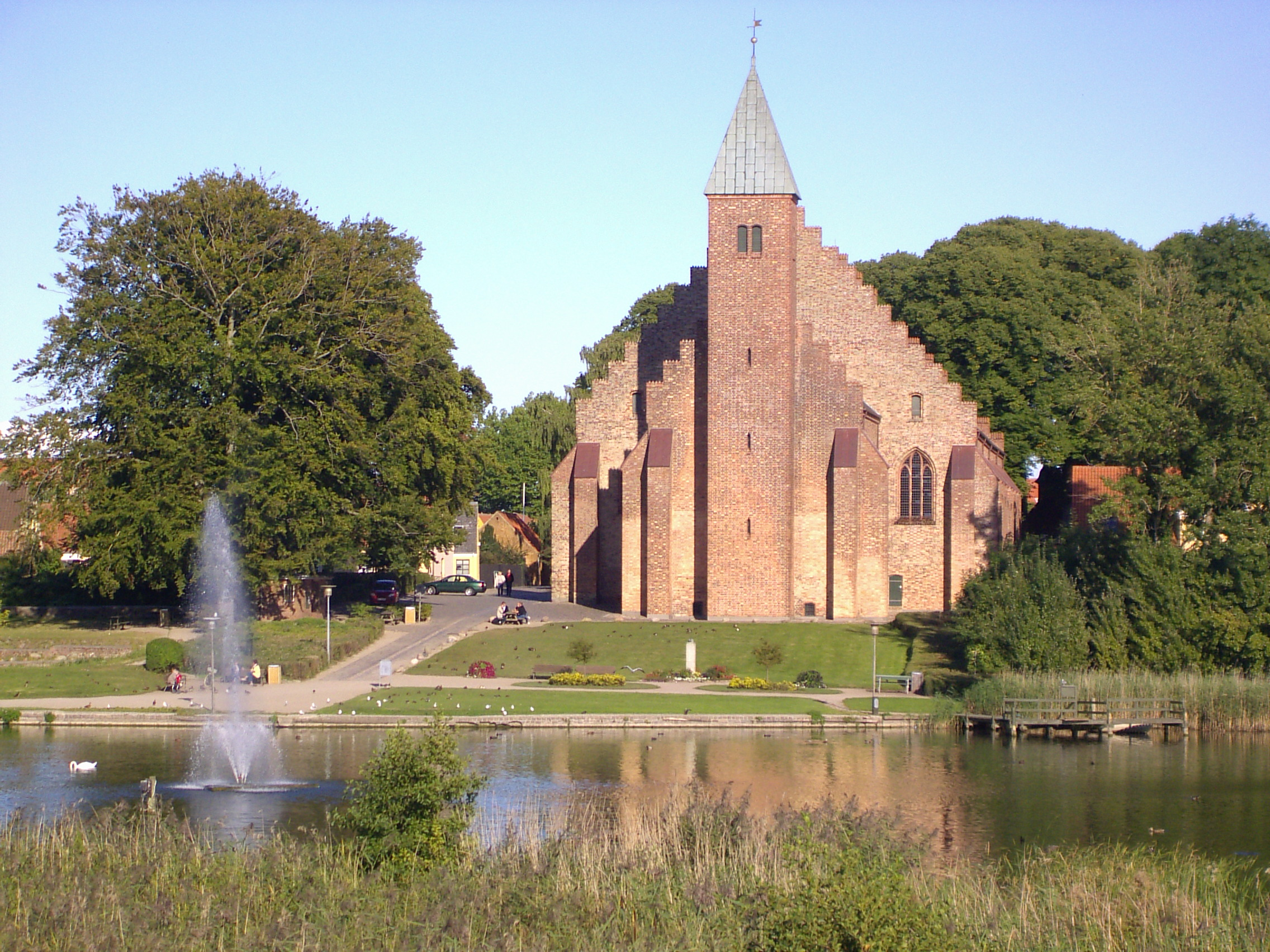
Maribo domkyrka.

Lolland-Falsters stift upprättades år 1803 och fick som biskopssäte staden Maribo, där domkyrkan finns. Biskopskontoret finns dock i Nykøbing Falster.
Området, med bland annat öarna Lolland och Falster, hörde tidigare till Fyns stift under biskopen i Odense.

## Biskopar
- 1803–1805: Andreas Birch
- 1805–1831: Peter Outzen Boisen
- 1831–1842: Rasmus Møller
- 1843–1845: Gerhard Peter Brammer
- 1845–1848: Peter Christian Stenersen Gad
- 1849–1854: Ditlev Gothard Monrad (första perioden)
- 1854–1856: Jørgen Hjort Lautrup
- 1856–1871: Severin Claudius Wilken Bindesbøll
- 1871–1887: Ditlev Gothard Monrad (andra perioden)
- 1887–1899: Hans Valdemar Sthyr
- 1899–1903: Henrik Christian von Leuenbach
- 1903–1907: Hans Sophus Sørensen
- 1907–1923: Caspar Frederik Johansen Wegener
- 1923–1942: Johan John Aschlund Ammundsen
- 1942–1950: Niels Munk Plum
- 1950–1964: Halfdan Høgsbro
- 1964–1969: H. Hald
- 1969–1996: Thorkild E. Græsholt
- 1996–2005: Holger Jepsen
- 2005–2017: Steen Skovsgaard
- 2017–    : Marianne Gaarden
- Wikimedia Commons har media som rör Lolland-Falsters stift.